# Severomoravský krajský přebor 1964/1965
V soubojích 5. ročníku Severomoravského krajského přeboru 1964/65 (jedna ze skupin 3. fotbalové ligy) se utkalo 14 týmů každý s každým dvoukolovým systémem podzim–jaro. Tento ročník začal v srpnu 1964 a skončil v květnu 1965. Byl to poslední ročník v třetiligové historii Severomoravského (Moravskoslezského) krajského přeboru, od sezony 1965/66 byl přejmenován na Severomoravský oblastní přebor a stal se 4. nejvyšší soutěží.
Po sezoně 1964/65 proběhla reorganizace nižších soutěží, skupinami 3. nejvyšší soutěže se staly divize (do Divize D 1965/66 postoupilo nejlepších 6 mužstev), krajské přebory se přejmenovaly na oblastní a staly se skupinami 4. nejvyšší soutěže.

## Nové týmy v sezoně 1964/65
- Ze 2. ligy – sk. B 1963/64 nesestoupilo do Severomoravského krajského přeboru žádné mužstvo.
- Ze skupin I. A třídy Severomoravského kraje 1963/64 postoupila mužstva TJ Slezan Frýdek-Místek, TJ Sokol Kravaře a TJ Nový Jičín.

## Konečná tabulka
Zdroj: 
| Poř. | Tým                                   | Z  | V  | R | P  | VG | OG | B  |
| ---- | ------------------------------------- | -- | -- | - | -- | -- | -- | -- |
| 1.   | VTJ Dukla Olomouc                     | 26 | 16 | 6 | 4  | 62 | 26 | 38 |
| 2.   | TJ ŽD Bohumín                         | 26 | 15 | 6 | 5  | 56 | 27 | 36 |
| 3.   | TJ Spartak Vsetín                     | 26 | 15 | 6 | 5  | 67 | 25 | 36 |
| 4.   | TJ Ostroj Opava                       | 26 | 13 | 6 | 7  | 57 | 40 | 32 |
| 5.   | TJ Baník Stachanov Hrušov             | 26 | 14 | 4 | 8  | 39 | 31 | 32 |
| 6.   | TJ Spartak Meopta Přerov              | 26 | 13 | 4 | 9  | 40 | 33 | 30 |
| 7.   | TJ Baník 1. máj Karviná               | 26 | 12 | 4 | 10 | 52 | 45 | 28 |
| 8.   | TJ Nový Jičín (N)                     | 26 | 8  | 9 | 9  | 34 | 36 | 25 |
| 9.   | TJ Slezan Frýdek-Místek (N)           | 26 | 8  | 6 | 12 | 38 | 39 | 22 |
| 10.  | TJ Rožnov pod Radhoštěm               | 26 | 9  | 4 | 13 | 41 | 54 | 22 |
| 11.  | TJ Baník Havířov-Suchá                | 26 | 9  | 1 | 16 | 40 | 58 | 19 |
| 12.  | TJ Sokol Kravaře (N)                  | 26 | 6  | 6 | 14 | 29 | 53 | 18 |
| 13.  | TJ Spartak MEZ Frenštát pod Radhoštěm | 26 | 5  | 6 | 15 | 27 | 58 | 16 |
| 14.  | TJ Spartak Šternberk                  | 26 | 4  | 3 | 19 | 18 | 74 | 11 |

Poznámky:
- Z = Odehrané zápasy; V = Vítězství; R = Remízy; P = Prohry; VG = Vstřelené góly; OG = Obdržené góly; B = Body; (S) = Mužstvo sestoupivší z vyšší soutěže; (N) = Mužstvo postoupivší z nižší soutěže (nováček)

|  | Postup do Divize D 1965/66 (3. nejvyšší soutěž)                                 |
|  | Přechod do Severomoravského oblastního přeboru 1965/66 (4. nejvyšší soutěž)     |
|  | Sestup do skupin I. A třídy Severomoravské oblasti 1965/66 (5. nejvyšší soutěž) |